# Laguna del Marquesado
Laguna del Marquesado è un comune spagnolo di 69 abitanti situato nella comunità autonoma di Castiglia-La Mancia.